# Manuel de Medeiros Guerreiro
Manuel de Medeiros Guerreiro GOI (Santa Cruz, Lagoa, Açores, 12 de Abril de 1891 — Santa Cruz, Lagoa, Açores, 10 de Abril de 1978) foi um clérigo e bispo da Igreja Católica, último titular da diocese de São Tomé de Meliapor (1937-1951), na Índia, e bispo de Nampula (1951-1966), em Moçambique.

## Biografia
Nasceu na vila da Lagoa, ilha de São Miguel, Açores, filho de Manuel de Medeiros Guerreiro e de D. Maria da Glória Almeida. Depois de realizar estudos elementares na sua vila natal, ingressou no Seminário Diocesano de Angra, onde concluiu a sua formação religiosa, sendo ordenado presbítero a 24 de Agosto de 1913.
Tendo sido aluno distinto do Seminário, foi seleccionado pelo bispo de Angra para frequenatar o cursos de Filosofia e de Teologia na Universidade Gregoriana, em Roma. Foi aluno do Colégio Português de Roma, obtendo em 1919 o grau de licenciado em Teologia.
Regressou a Angra do Heroísmo em 1919, tendo sido nesse ano nomeado professor de Teologia e prefeito do Seminário Diocesano de Angra. No ano imediato (1920) foi nomeado pároco da freguesia da Conceição da cidade de Angra do Heroísmo, mantendo-se como professor externo do Seminário.
Em 1928, foi a nomeado vice-reitor do Seminário Diocesano de Angra pelo então bispo de Angra,  D. António Augusto de Castro Meireles. Nessas funções foi um dos principais obreiros da reconstrução do edifício do Seminário angrense, dando-lhe a configuração que no essencial ainda mantém.
eleito bispo de Meliapor, A 10 de Abril de 1937 foi eleito bispo de São Tomé de Meliapor, tendo sido sagrado na Catedral de Goa, por recomendação da Nunciatura Apostólica em Lisboa: Foi sagrante o Patriarca das Índias Orientais, D. Teotónio Vieira de Castro, em cerimónia realizada a 15 de Agosto de 1937, tendo entrada na sua diocese a 22 de Agosto daquele ano. Permaneceu naquela diocese até 1951, ano em que foi fundida com a Arquidiocese de Madrasta, deixando de fazer parte da Arquidiocese de Goa e desligando-se do Padroado português.
Foi então transferido, com data de 2 de Março de 1952, para a então Diocese de Nampula (hoje arquidiocese), em Moçambique, que governou até 30 de Novembro de 1966, data em que atingiu o limite de idade. A 11 de Setembro de 1962 foi feito Grande-Oficial da Ordem do Império. Foi então nomeado bispo titular de Precausa (ordinário praecausensis), título que manteve até 27 de Janeiro de 1971, data em que resignou e passou a bispo emérito de Nampula, título com que faleceu a 10 de Abril de 1978, com 87 anos de idade.